# 鉤枝蘚
鈎枝蘚（学名：Sanionia uncinata）为柳葉蘚科三洋蘚屬下的一个种。